# Isfjorden, Møre og Romsdal
Isfjorden är en tätort i Rauma kommun i Møre og Romsdal fylke i västra Norge. Orten ligger vid fylkesväg 64, längst inne vid fjordarmen med samma namn, öster om tätorten Åndalsnes. Här finns Hens kyrka.
Orten utgjorde tidigare centralort i dåvarande Hens kommun.

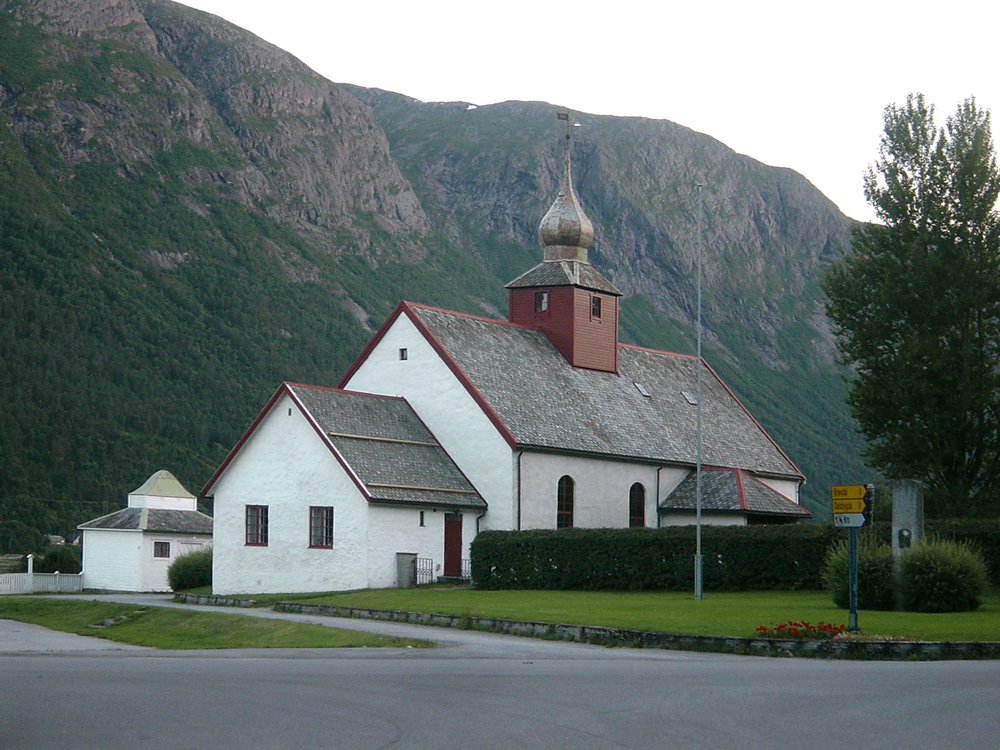
Hens kyrka.